# Falcó fumat
El falcó fumat (Falco concolor) és una espècie d'ocell rapinyaire de la família dels falcònids (Falconidae) que habita garrigues i zones rocoses del nord-est d'Àfrica i Orient Pròxim, a l'est de Líbia, Egipte, nord del Sudan, Eritrea, Iemen, Israel, Jordània i les illes del Mar Roig. El seu estat de conservació es considera vulnerable.